# Jan Higersberger

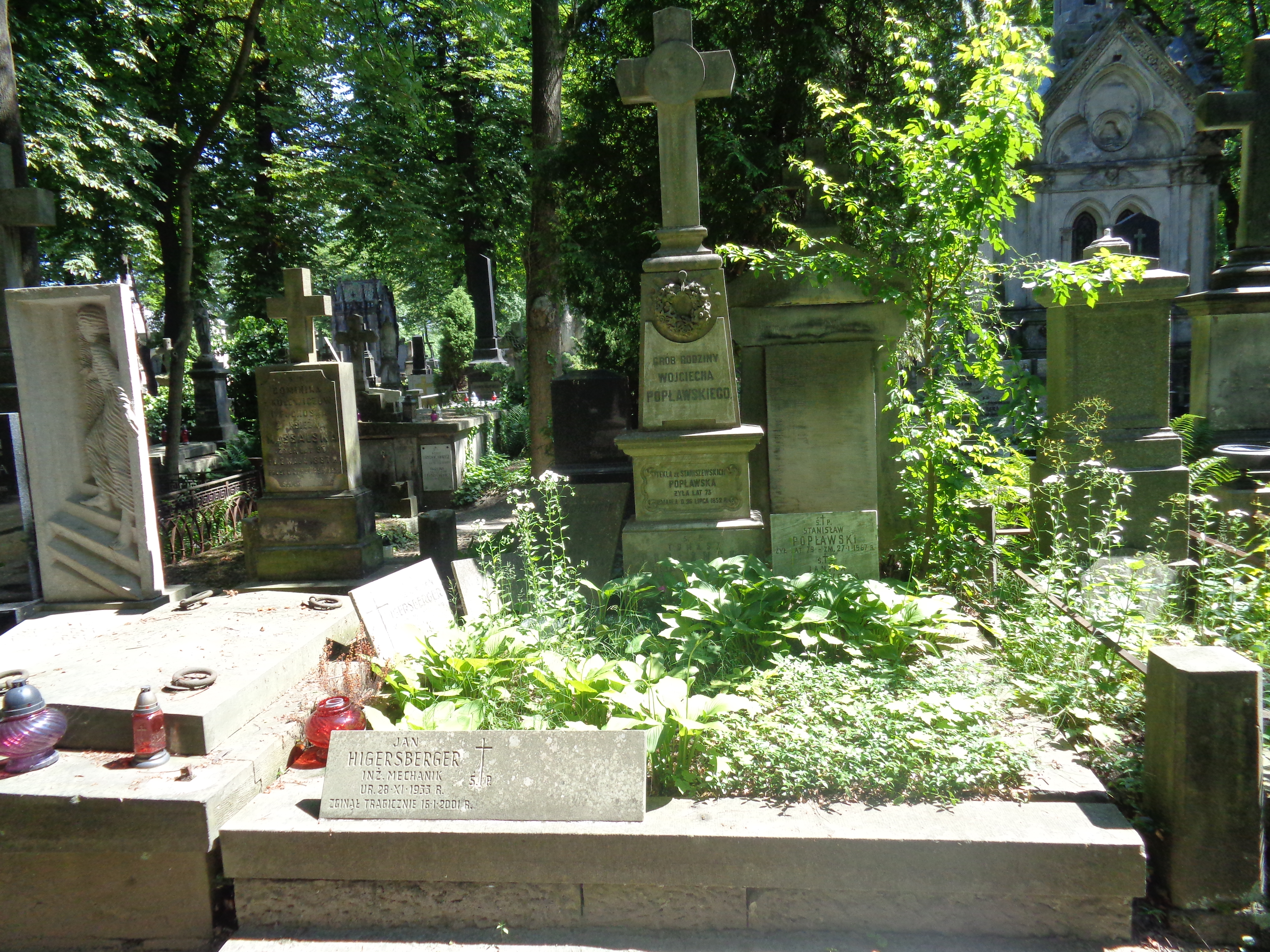
Grób Jana Higersbergera na cmentarzu Powązkowskim

Jan Higersberger (ur. 5 kwietnia 1905 w Piotrowie zm. 3 września 1986) – polski wioślarz, żołnierz Armii Krajowej, olimpijczyk z Amsterdamu.

## Życiorys
Urodził się 5 kwietnia 1905 r. w Piotrowie jako syn Stefana i Stanisławy Masłowskiej. Ukończył warszawską Wyższą Szkołę Gospodarstwa Wiejskiego z dyplomem magistra inżyniera. Początkowo uprawiał piłkę nożną w klubie Korona Warszawa. W 1925 wstąpił do klubu AZS Warszawa, gdzie rozpoczął uprawianie wioślarstwa. W 1928 zdobył brązowy medal mistrzostw Polski w konkurencji ósemki. W tym samym roku został zawodnikiem kadry olimpijskiej. Na igrzyskach olimpijskich w Amsterdamie 1928 był rezerwowym zawodnikiem ósemki. W 1929 został sekretarzem zarządu AZS Warszawa. Lata II wojny światowej spędził w majątku Miastków koło Garwolina pracując jako leśnik. Po zakończeniu wojny związał się z rolnictwem. Był dyrektorem zakładu doświadczalnego melioracji i użytków rolnych Falentach. Zmarł 3 września 1986 jest pochowany na cmentarzu Powązkowskim (kwatera 29 rząd 2. miejsce 21,22).